# John Ramsden (3e baronnet)
John Ramsden, 3e baronnet (1699-1769) de Byram et Longley Hall, Yorkshire, est un propriétaire terrien britannique et un homme politique indépendant whig qui siège à la Chambre des communes de 1727 à 1754. 

## Jeunesse
Ramsden est baptisé le 21 mars 1699, et est le fils aîné de William Ramsden, 2e baronnet, de Byram et Longley Hall et de son épouse Elizabeth Lowther, fille de John Lowther (1er vicomte Lonsdale). Il est admis au Clare College de Cambridge le 4 avril 1718. Il succède à son père comme baronnet le 27 juin 1736. 

## Carrière
Aux élections générales britanniques de 1727, Ramsden est élu député d'Appleby sous le patronage de son oncle, Henry Lowther (3e vicomte Lonsdale). Il est un Whig indépendant et vote avec le gouvernement en 1729 sur les arriérés de la liste civile, en 1733 sur le projet de loi sur l'accise et en 1734 sur l'abrogation de la loi septennale. Il est réélu aux élections générales britanniques de 1734 et vote contre le gouvernement sur la convention espagnole en 1739. Il est considéré comme membre de l'opposition en 1740. Il est réélu à nouveau aux élections générales britanniques de 1741 et est proposé mais non élu pour le comité secret de Walpole en 1742. Cependant, il vote contre le gouvernement sur les Hanovriens en décembre suivant et de nouveau en 1744. Il est réélu aux élections générales britanniques de 1747 et est classé comme partisan du gouvernement, bien qu'il soit resté indépendant. Il ne se représente pas en 1754. 

## Famille
Ramsden épouse le 8 août 1748, Margaret Bright, veuve de Thomas Liddell Bright de Badsworth, Yorkshire et fille de William Norton de Sawley, Yorkshire. Ils ont deux fils et deux filles. En 1766, il est responsable de la construction de la Halle aux draps à Huddersfield . Il meurt à Byrom le 10 avril 1769 et est enterré à Brotherton le 17 avril. Son fils John lui succède. 